# إبراهيم الميلم
إبراهيم محمد عبد العزيز الميلم مواليد دولة الكويت (1928 - 20 فبراير 2016) ، نائب سابق في مجلس الأمة الكويتي ، في فصلين تشريعيين عامي (1967 و 1971) عن الدائرة الثانية القبلة ، كما انه عضو أول مجلس بلدي عام 1964.